# Intel Core i5
Pour les articles homonymes, voir Core et Intel Core.
La marque Core i5 d'Intel est utilisée pour ses microprocesseurs de milieu-haut de gamme de chaque génération depuis 2009. Elle se situe entre les Core i3 (milieu de gamme), Core i7 (haut de gamme) et Core i9 (très haut de gamme) de la même génération, mais un i5 standard de tension d'alimentation et de génération donnée peut être plus rapide qu'un i7 d'une génération plus ancienne ou de même génération et de spécification ULV (Ultra-Low Voltage) destiné aux portables.
De même, un Core i3-3120M est meilleur sous plusieurs aspects qu'un Intel Core i5-2520M.
En décembre 2016, leurs performances au test « Passmark » sont comprises entre 3 200 (2410M à 2.30 GHz) et 8 000 pour le 5675C à 3,10 GHz.

## Architecture
Les premiers Core i5 utilisent l'architecture Nehalem, qui apporte les modifications suivantes par rapport à sa devancière, l'architecture Core :
- apparition d'un cache L3 de 8 Mio (à comparer aux 2 Mio du processeur concurrent, le Phenom, et aux 6 Mio du Phenom II) ; les L2 (256 Kio) ne seront pas partagés (L1=2×32 Kio)
- second niveau de prédiction de branchement (second niveau de BTB, Branch Target Buffer) : pas encore beaucoup de détails sur ce point
- stockage des boucles logicielles après décodage (précédemment : avant décodage)
- macro fusion des instructions 64 bits (uniquement valable pour les instructions 32 bits sur le Core2)

Ultérieurement sont utilisées les architectures Sandy Bridge, Ivy Bridge, Haswell et Skylake.

### Socket LGA 1156

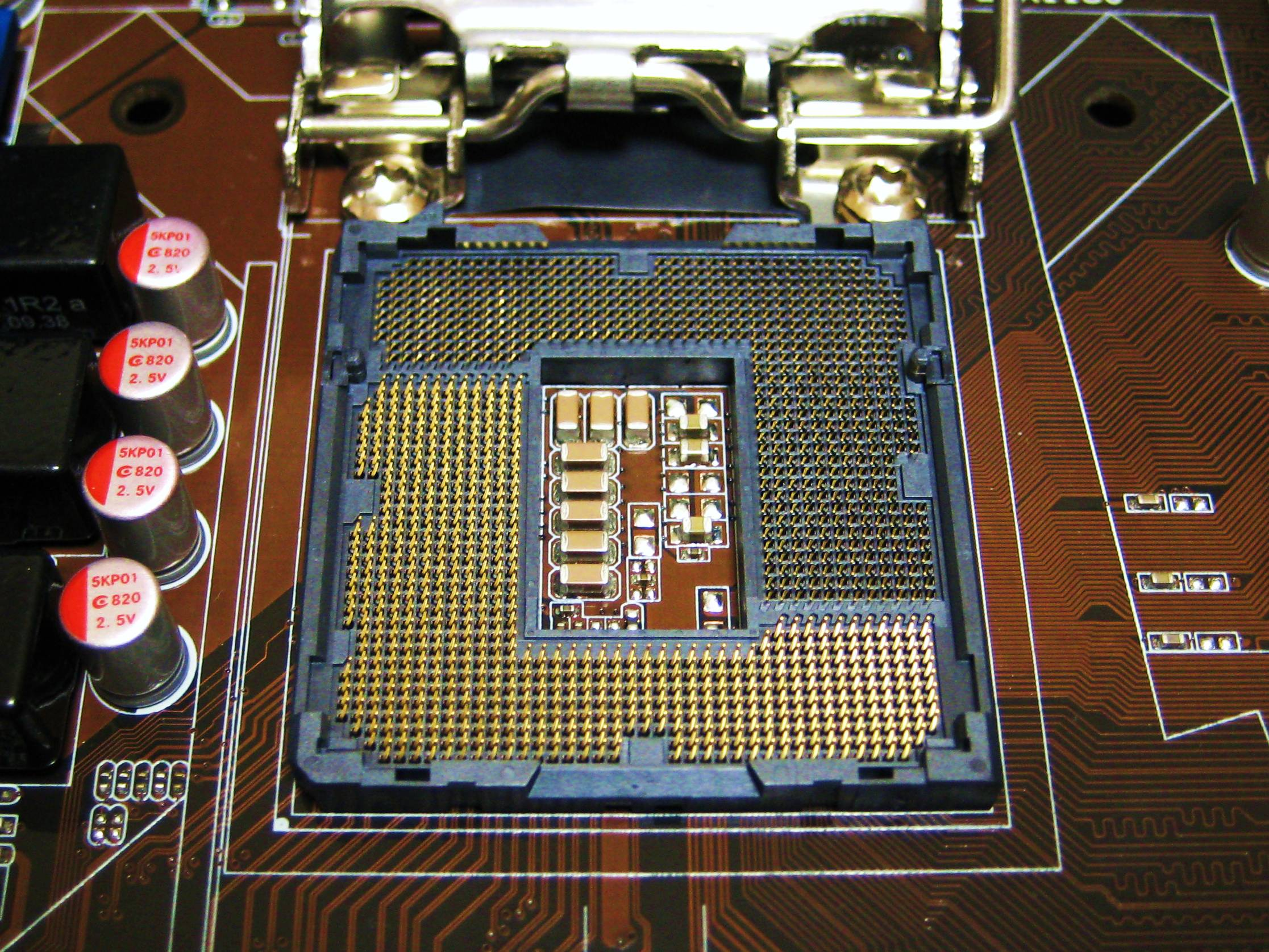
Socket LGA 1156

L'annonce de la commercialisation des Core i3 et i5 s'accompagne de l'apparition d'un nouveau socket de type LGA. S'il reprend les dimensions des sockets LGA 775, il conserve cependant la structure du LGA 1366 et rajoute une modification du système d'attache qui ne nécessite plus de soulever manuellement le couvercle, ce dernier étant relevé par la barrette de maintien. L'annonce de ce nouveau socket porte alors à trois leur nombre (LGA 775 - LGA 1156 - LGA 1366) au moment de la commercialisation des Core i5. Cette multiplication des sockets a d'une part conduit à des critiques sur la politique d'Intel et d'autre part oblige le consommateur a renouveler en profondeur sa configuration (remplacement de la carte mère ainsi que des barrettes mémoires) contrairement à son concurrent AMD qui mise actuellement sur la rétrocompatibilité avec son socket AM3 favorisant dorénavant une mise à niveau sans changement de carte mère, après de nombreuses variations récentes (939, AM, AM2, AM3…).

### Intégration du Northbridge
Initié avec le cœur Bloomfield (Core i7), l'intégration du northbridge au sein du processeur (CPU) atteint un stade supplémentaire avec le cœur Lynnfield puisque ce dernier rajoute, en plus du contrôleur mémoire (compatible DDR3), la gestion des lignes PCIe (16 lignes en norme 2.0). Le northbridge se retrouve ainsi entièrement inclus dans le processeur ce qui en conséquence soustrait au chipset une partie de ses fonctions se contentant alors du rôle de southbridge. Le contrôleur mémoire évolue lui aussi et ne gère plus que deux canaux de DDR3 pour marquer sa différence avec le haut de gamme Core i7, jusqu'à une fréquence de 2 000 MHz, voire 2 133 MHz (o/c).
Outre une modification des relations avec le chipset, cette incorporation des fonctions de northbridge a aussi pour effet d'augmenter le nombre de transistors (774 millions) et par la même la taille du die (296 mm2) ce qui rend ainsi la puce plus volumineuse qu'un Bloomfield pourtant positionnée plus haut en gamme (731 millions de transistors répartis sur un die de 263 mm2). Elle entraine aussi une modification du lien QPI qui fait directement communiquer le processeur avec les lignes PCIe et la mémoire tandis que le lien DMI devient le seul bus de communication entre le processeur et son chipset.
Cependant cette nouvelle répartition peut limiter les performances lors de l'utilisation de deux ports PCIe x16 2.0 ou plus dans le cadre d'une utilisation multi-GPU par exemple. En effet seules 16 lignes en norme 2.0 sont fournis par le processeur tandis que le chipset P55 ne propose que 8 huit lignes mais en norme 1.0. L'utilisation d'un plus grand nombre de lignes (16+16 lignes par exemple) nécessite donc de passer par le chipset ce qui dégradera fortement les performances. Seul le recours à une puce nForce 200 pour les cartes graphiques NVIDIA permet de pallier ce problème, malheureusement cette puce n'est proposée que sur les cartes-mères haut de gamme. Le second critère de limitation porte sur la gestion du DMI reliant le chipset au processeur et dont le débit plafonne à 2 Go/s contre 25,6 Go/s pour le QPI. Le chipset doit en plus des lignes PCIe 1.0 gérer les ports SATA, USB, le GIGABIT Lan ainsi que l'audio HD. L'utilisation cumulée de la bande passante par l'ensemble de ces technologies entrainera automatiquement une saturation du lien DMI et donc une dégradation des performances.

### Turbo Boost
Inauguré avec les Core i7, le mode turbo permet de surcadencer un ou plusieurs cœurs tout en désactivant les autres et en restant dans les limites imposées par l'enveloppe thermique (ou Thermal Design Power, en abrégé TDP). Son impact sur le(s) processeur(s) est d'autant plus grand que l'on désactive plus de cœurs ; mais il permet aussi d'améliorer les performances pour les applications ne supportant pas le multicœur. La hausse de fréquence s'effectue par pas de 133 MHz (intervalle nommé bin par la documentation technique d'Intel). Une hausse de 2 bins équivaut ainsi à une augmentation de 266 MHz pour chaque cœur actif. Par rapport aux Core i7, le Turbo Boost des Core i5 s'avère plus performant, puisqu'il permet de gagner jusqu'à quatre ou cinq bins pour un seul cœur actif.

## Nomenclature
Bien que l'appellation Core i5 soit très vite apparue dans la presse spécialisée, car en continuité avec le Core i7, il faudra attendre juin 2009 pour qu'Intel officialise sa marque pour segment intermédiaire. Le mois suivant, les premières roadmaps, portant sur le Core i5 750, premier modèle commercialisé, sont connues.

### Logo

Ancien logo.

Logo de 2009.

Le premier logo apparu pour les Core i5 était une forme dérivée du logo pour Core i7, lui-même inspiré des précédents logos en écusson pour Core 2. Le logo était alors officieux étant donné que le Core i5 n'était pas encore commercialisé. Puis au cours du mois d'avril 2009, Intel décida de renouveler toute sa gamme de logos pour des modèles en vignette horizontale. Mais il fallut attendre la commercialisation des Core i5 pour qu'apparaisse le nouveau logo. Cette évolution esthétique s'accompagna aussi d'une refonte du packaging. Le logo a de nouveau changé en 2011 puis en 2013, où il a repris une forme verticale.

## Bug et autres problèmes

### Sockets 1156 défectueux
À la suite de tests d'overclocking sur un Core i7 870, le site AnandTech ainsi que plusieurs utilisateurs ont endommagé sérieusement leurs cartes mères à base de chipset P55 et leurs processeurs. Après investigation, il s'est avéré que les responsables seraient le socket LGA 1156 conçu par Foxconn dont les contacts socket-processeur ne sont pas parfaits ce qui empêcherait ce dernier de recevoir toute l'énergie nécessaire. En réponse à ce problème, les fabricants de cartes mères ont échangé leur socket contre des modèles de marque Lotes ou Tyco/AMP. Dans le même temps, Foxconn a réagi en réalisant de nouveaux sockets.

## Les processeurs par famille

### Lynnfield
| Modèle       | Cœurs | Threads | Fréquence | Turbo Boost                               | Cache      | Cache       | Cache | Mult. | Tension | Révision | TDP  | bus                                        | Socket   | Référence       | Commercialisation | Commercialisation | Commercialisation |
| Modèle       | Cœurs | Threads | Fréquence | Turbo Boost                               | L1         | L2          | L3    | Mult. | Tension | Révision | TDP  | bus                                        | Socket   | Référence       | Début             | Fin               |                   |
| ------------ | ----- | ------- | --------- | ----------------------------------------- | ---------- | ----------- | ----- | ----- | ------- | -------- | ---- | ------------------------------------------ | -------- | --------------- | ----------------- | ----------------- | ----------------- |
| Core i5 700  |       |         |           |                                           |            |             |       |       |         |          |      |                                            |          |                 |                   |                   |                   |
| 760          | 4     | 4       | 2,80 GHz  | 2,93 (1) - 2,93 (1) - 3,33 (4) - 3,46 (5) | 4 × 64 Kio | 4 × 256 Kio | 8 Mio | 21    |         | B1       | 95 W | DMI 2,5 GT/s + 2×DDR3 + 16×PCI-express 2.0 | LGA 1156 |                 | juillet 2010      |                   |                   |
| 750          | 4     | 4       | 2,66 GHz  | 2,80 (1) - 2,80 (1) - 3,20 (4) - 3,20 (4) | 4 × 64 Kio | 4 × 256 Kio | 8 Mio | 20    |         | B1       | 95 W | DMI 2,5 GT/s + 2×DDR3 + 16×PCI-express 2.0 | LGA 1156 | BV80605001911AP | 9 septembre 2009  |                   |                   |
| Core i5 700S |       |         |           |                                           |            |             |       |       |         |          |      |                                            |          |                 |                   |                   |                   |
| 750S         | 4     | 4       | 2,40 GHz  | 2,40 (0) - 2,40 (0) - 3,20 (6) - 3,20 (6) | 4 × 64 Kio | 4 × 256 Kio | 8 Mio | 18    |         |          | 82 W | DMI 2,5 GT/s + 2×DDR3 + 16×PCI-express 2.0 | LGA 1156 |                 | 1er trim. 2010    |                   |                   |

### Clarkdale
Le processeur Clarkdale est le premier processeur Intel commercialisé avec une gravure 32 nm, il se distingue aussi par l'intégration dans le même socket d'un GPU gravé en 45 nm, ce qui en fait le premier CPU-IGP. Initialement le processeur Havendale devait être le premier modèle CPU-IGP produit par Intel mais le procédé de gravure 32 nm serait si bien maitrisé par le fondeur qu'il aurait décidé de sauter le Havendale pour passer directement au Clarkdale.
| Modèle       | Cœurs | Threads | Fréquence | Fréquence | Turbo Boost         | Cache      | Cache       | Cache | Mult. | Tension       | Révision (Sspec) | TDP  | bus                                              | Socket   | Référence       | Commercialisation | Commercialisation | Commercialisation |
| Modèle       | Cœurs | Threads | Cœurs     | IGP       | Turbo Boost         | L1         | L2          | L3    | Mult. | Tension       | Révision (Sspec) | TDP  | bus                                              | Socket   | Référence       | Début             | Fin               |                   |
| ------------ | ----- | ------- | --------- | --------- | ------------------- | ---------- | ----------- | ----- | ----- | ------------- | ---------------- | ---- | ------------------------------------------------ | -------- | --------------- | ----------------- | ----------------- | ----------------- |
| Core i5 600K |       |         |           |           |                     |            |             |       |       |               |                  |      |                                                  |          |                 |                   |                   |                   |
| 655K         | 2     | 4       | 3,20 GHz  | 733 MHz   | 3,33 (1) - 3,46 (2) | 2 × 64 Kio | 2 × 256 Kio | 4 Mio | 24+   | 0,65 - 1,40 V | C2               | 73 W | DMI 2,5 GT/s + FDI + 2×DDR3 + 16×PCI-express 2.0 | LGA 1156 |                 |                   |                   |                   |
| Core i5 600  |       |         |           |           |                     |            |             |       |       |               |                  |      |                                                  |          |                 |                   |                   |                   |
| 680          | 2     | 4       | 3,60 GHz  | 733 MHz   | 3,73 (1) - 3,86 (2) | 2 × 64 Kio | 2 × 256 Kio | 4 Mio | 27    |               |                  | 73 W | DMI 2,5 GT/s + FDI + 2×DDR3 + 16×PCI-express 2.0 | LGA 1156 | CM80616004806AA | 18 avril 2010     |                   |                   |
| 670          | 2     | 4       | 3,46 GHz  | 733 MHz   | 3,60 (1) - 3,73 (2) | 2 × 64 Kio | 2 × 256 Kio | 4 Mio | 26    | 0,65 - 1,40 V | C2 (SLBLT)       | 73 W | DMI 2,5 GT/s + FDI + 2×DDR3 + 16×PCI-express 2.0 | LGA 1156 | CM80616004641AB | 7 janvier 2010    |                   |                   |
| 661          | 2     | 4       | 3,33 GHz  | 900 MHz   | 3,46 (1) - 3,60 (2) | 2 × 64 Kio | 2 × 256 Kio | 4 Mio | 25    | 0,65 - 1,40 V | C2 (SLBNE)       | 87 W | DMI 2,5 GT/s + FDI + 2×DDR3 + 16×PCI-express 2.0 | LGA 1156 | CM80616004794AA | 7 janvier 2010    |                   |                   |
| 660          | 2     | 4       | 3,33 GHz  | 733 MHz   | 3,46 (1) - 3,60 (2) | 2 × 64 Kio | 2 × 256 Kio | 4 Mio | 25    | 0,65 - 1,40 V | C2 (SLBLV)       | 73 W | DMI 2,5 GT/s + FDI + 2×DDR3 + 16×PCI-express 2.0 | LGA 1156 | CM80616003177AC | 7 janvier 2010    |                   |                   |
| 650          | 2     | 4       | 3,20 GHz  | 733 MHz   | 3,33 (1) - 3,46 (2) | 2 × 64 Kio | 2 × 256 Kio | 4 Mio | 24    | 0,65 - 1,40 V | C2 (SLBLK)       | 73 W | DMI 2,5 GT/s + FDI + 2×DDR3 + 16×PCI-express 2.0 | LGA 1156 | CM80616003174AH | 7 janvier 2010    |                   |                   |

### Arrandale
| Modèle        | Cœurs (Thread) | Fréquence | Turbo Boost         | Cache      | Cache       | Cache | Mult. | Tension | Révision | TDP  | bus                                              | Socket | Référence | Commercialisation | Commercialisation | Commercialisation |
| Modèle        | Cœurs (Thread) | Fréquence | Turbo Boost         | L1         | L2          | L3    | Mult. | Tension | Révision | TDP  | bus                                              | Socket | Référence | Début             | Fin               |                   |
| ------------- | -------------- | --------- | ------------------- | ---------- | ----------- | ----- | ----- | ------- | -------- | ---- | ------------------------------------------------ | ------ | --------- | ----------------- | ----------------- | ----------------- |
| Core i5 500M  |                |           |                     |            |             |       |       |         |          |      |                                                  |        |           |                   |                   |                   |
| 580M          | 2 (4)          | 2,66 GHz  | 2,93 (2) - 3,33 (5) | 2 × 64 Kio | 2 × 256 Kio | 3 Mio | 20    |         |          | 35 W | DMI 2,5 GT/s + FDI + 2×DDR3 + 16×PCI-express 2.0 |        |           |                   |                   |                   |
| 560M          | 2 (4)          | 2,66 GHz  | 2,93 (2) - 3,20 (4) | 2 × 64 Kio | 2 × 256 Kio | 3 Mio | 20    |         |          | 35 W | DMI 2,5 GT/s + FDI + 2×DDR3 + 16×PCI-express 2.0 |        |           |                   |                   |                   |
| 540M          | 2 (4)          | 2,53 GHz  | 2,80 (2) - 3,06 (4) | 2 × 64 Kio | 2 × 256 Kio | 3 Mio | 19    |         |          | 35 W | DMI 2,5 GT/s + FDI + 2×DDR3 + 16×PCI-express 2.0 |        |           | 4 janvier 2010    |                   |                   |
| 520M          | 2 (4)          | 2,40 GHz  | 2,66 (2) - 2,93 (4) | 2 × 64 Kio | 2 × 256 Kio | 3 Mio | 18    |         |          | 35 W | DMI 2,5 GT/s + FDI + 2×DDR3 + 16×PCI-express 2.0 |        |           | 4 janvier 2010    |                   |                   |
| Core i5 400M  |                |           |                     |            |             |       |       |         |          |      |                                                  |        |           |                   |                   |                   |
| 460M          | 2 (4)          | 2,53 GHz  | 2,80 (2) - 2,80 (2) | 2 × 64 Kio | 2 × 256 Kio | 3 Mio | 19    |         |          | 35 W | DMI 2,5 GT/s + FDI + 2×DDR3 + 16×PCI-express 2.0 |        |           | 4 janvier 2010    |                   |                   |
| 450M          | 2 (4)          | 2,40 GHz  | 2,66 (2) - 2,66 (2) | 2 × 64 Kio | 2 × 256 Kio | 3 Mio | 18    |         |          | 35 W | DMI 2,5 GT/s + FDI + 2×DDR3 + 16×PCI-express 2.0 |        |           | 4 janvier 2010    |                   |                   |
| 430M          | 2 (4)          | 2,26 GHz  | 2,53 (2) - 2,53 (2) | 2 × 64 Kio | 2 × 256 Kio | 3 Mio | 17    |         |          | 35 W | DMI 2,5 GT/s + FDI + 2×DDR3 + 16×PCI-express 2.0 |        |           | 4 janvier 2010    |                   |                   |
| Core i5 500UM |                |           |                     |            |             |       |       |         |          |      |                                                  |        |           |                   |                   |                   |
| 560UM         | 2 (4)          | 1,33 GHz  | 1,86 (4) - 2,13 (6) | 2 × 64 Kio | 2 × 256 Kio | 3 Mio | 10    |         |          | 18 W | DMI 2,5 GT/s + FDI + 2×DDR3 + 16×PCI-express 2.0 |        |           | 4 janvier 2010    |                   |                   |
| 540UM         | 2 (4)          | 1,20 GHz  | 1,73 (4) - 2,00 (6) | 2 × 64 Kio | 2 × 256 Kio | 3 Mio | 9     |         |          | 18 W | DMI 2,5 GT/s + FDI + 2×DDR3 + 16×PCI-express 2.0 |        |           |                   |                   |                   |
| 520UM         | 2 (4)          | 1,06 GHz  | 1,60 (4) - 1,86 (6) | 2 × 64 Kio | 2 × 256 Kio | 3 Mio | 8     |         |          | 18 W | DMI 2,5 GT/s + FDI + 2×DDR3 + 16×PCI-express 2.0 |        |           |                   |                   |                   |
| Core i5 400UM |                |           |                     |            |             |       |       |         |          |      |                                                  |        |           |                   |                   |                   |
| 470UM         | 2 (4)          | 1,33 GHz  | 1,87                | 2 × 64 Kio | 2 × 256 Kio | 3 Mio | ?     |         |          | 18 W | DMI 2,5 GT/s + FDI + 2×DDR3 + 16×PCI-express 2.0 |        |           |                   |                   |                   |
| 430UM         | 2 (4)          | 1,20 GHz  | 1,46 (2) - 1,73 (4) | 2 × 64 Kio | 2 × 256 Kio | 3 Mio | 9     |         |          | 18 W | DMI 2,5 GT/s + FDI + 2×DDR3 + 16×PCI-express 2.0 |        |           |                   |                   |                   |

### Sandy Bridge
NB : les IGP marqués d'une étoile (*) sont des modèles HD 2000, les IGP marqués de deux étoiles (**) sont des modèles HD 3000.
| Modèle        | Cœurs (threads) | Fréquence | Fréquence | Fréquence           | Cache      | Cache       | Cache | Mult. | Tension | Révision (Sspec) | TDP  | bus                                               | Socket   | Référence                      | Commercialisation | Commercialisation | Commercialisation |
| Modèle        | Cœurs (threads) | Cœurs     | Turbo     | IGP                 | L1         | L2          | L3    | Mult. | Tension | Révision (Sspec) | TDP  | bus                                               | Socket   | Référence                      | Début             | Fin               |                   |
| ------------- | --------------- | --------- | --------- | ------------------- | ---------- | ----------- | ----- | ----- | ------- | ---------------- | ---- | ------------------------------------------------- | -------- | ------------------------------ | ----------------- | ----------------- | ----------------- |
| Core i5 2000K |                 |           |           |                     |            |             |       |       |         |                  |      |                                                   |          |                                |                   |                   |                   |
| 2500K         | 4 (4)           | 3,3 GHz   | 3,7 GHz   | 850 MHz (1,1 GHz)** | 4 × 64 Kio | 4 × 256 Kio | 6 Mio | ×33   |         | D2 (SR008)       | 95 W | 2×DDR3 + DMI 20 Gbit/s + FDI + 16×PCI-express 2.0 | LGA 1155 | CM8062300833803 BX80623I52500K | T1 2011           | 29 mars 2013      |                   |
| 2550K         | 4 (4)           | 3,4 GHz   | 3,8 GHz   | -                   | 4 × 64 Kio | 4 × 256 Kio | 6 Mio | ×34   |         | D2 (SR0QH)       | 95 W | 2×DDR3 + DMI 20 Gbit/s + FDI + 16×PCI-express 2.0 | LGA 1155 | CM8062301213000 BX80623I52550K | T1 2012           | T1 2013           |                   |
| Core i5 2000  |                 |           |           |                     |            |             |       |       |         |                  |      |                                                   |          |                                |                   |                   |                   |
| 2300          | 4 (4)           | 2,8 GHz   | 3,1 GHz   | 850 MHz (1,1 GHz)*  | 4 × 64 Kio | 4 × 256 Kio | 6 Mio | ×28   |         | D2 (SR00D)       | 95 W | 2×DDR3 + DMI 20 Gbit/s + FDI + 16×PCI-express 2.0 | LGA 1155 | CM8062301061502 BX80623I52300  | 5 janvier 2011    | T2 2012           |                   |
| 2310          | 4 (4)           | 2,9 GHz   | 3,2 GHz   | 850 MHz (1,1 GHz)*  | 4 × 64 Kio | 4 × 256 Kio | 6 Mio | ×29   |         | D2 (SR02K)       | 95 W | 2×DDR3 + DMI 20 Gbit/s + FDI + 16×PCI-express 2.0 | LGA 1155 | CM8062301043718 BX80623I52310  | T2 2011           | 29 mars 2013      |                   |
| 2320          | 4 (4)           | 3,0 GHz   | 3,3 GHz   | 850 MHz (1,1 GHz)*  | 4 × 64 Kio | 4 × 256 Kio | 6 Mio | ×30   |         | D2 (SR02L)       | 95 W | 2×DDR3 + DMI 20 Gbit/s + FDI + 16×PCI-express 2.0 | LGA 1155 | CM8062301043820 BX80623I52320  | T3 2011           | 29 mars 2013      |                   |
| 2400          | 4 (4)           | 3,1 GHz   | 3,4 GHz   | 850 MHz (1,1 GHz)*  | 4 × 64 Kio | 4 × 256 Kio | 6 Mio | ×31   |         | D2 (SR00Q)       | 95 W | 2×DDR3 + DMI 20 Gbit/s + FDI + 16×PCI-express 2.0 | LGA 1155 | CM8062300834106 BX80623I52400  | 5 janvier 2011    | 29 mars 2013      |                   |
| 2500          | 4 (4)           | 3,3 GHz   | 3,7 GHz   | 850 MHz (1,1 GHz)*  | 4 × 64 Kio | 4 × 256 Kio | 6 Mio | ×33   |         | D2 (SR00T)       | 95 W | 2×DDR3 + DMI 20 Gbit/s + FDI + 16×PCI-express 2.0 | LGA 1155 | CM8062300834203 BX80623I52500  | 5 janvier 2011    | 29 mars 2013      |                   |
| Core i5 2000P |                 |           |           |                     |            |             |       |       |         |                  |      |                                                   |          |                                |                   |                   |                   |
| 2380P         | 4 (4)           | 3,1 GHz   | 3,4 GHz   | -                   | 4 × 64 Kio | 4 × 256 Kio | 6 Mio | ×31   |         | D2 (SR0G2)       | 95 W | 2×DDR3 + DMI 20 Gbit/s + FDI + 16×PCI-express 2.0 | LGA 1155 | CM8062301157400 BX80623I52380P | T1 2012           | T1 2013           |                   |
| 2450P         | 4 (4)           | 3,2 GHz   | 3,5 GHz   | -                   | 4 × 64 Kio | 4 × 256 Kio | 6 Mio | ×32   |         | D2 (SR0G1)       | 95 W | 2×DDR3 + DMI 20 Gbit/s + FDI + 16×PCI-express 2.0 | LGA 1155 | CM8062301157300 BX80623I52450P | T1 2012           | T1 2013           |                   |
| Core i5 2000S |                 |           |           |                     |            |             |       |       |         |                  |      |                                                   |          |                                |                   |                   |                   |
| 2400S         | 4 (4)           | 2,5 GHz   | 3,3 GHz   | 850 MHz (1,1 GHz)*  | 4 × 64 Kio | 4 × 256 Kio | 6 Mio | ×25   |         | D2 (SR00S)       | 65 W | 2×DDR3 + DMI 20 Gbit/s + FDI + 16×PCI-express 2.0 | LGA 1155 | CM8062300835404 BX80623I52400S | 5 janvier 2011    | 29 mars 2013      |                   |
| 2405S         | 4 (4)           | 2,5 GHz   | 3,3 GHz   | 850 MHz (1,1 GHz)** | 4 × 64 Kio | 4 × 256 Kio | 6 Mio | ×25   |         | D2 (SR0BB)       | 65 W | 2×DDR3 + DMI 20 Gbit/s + FDI + 16×PCI-express 2.0 | LGA 1155 | CM8062301091201 BX80623I52405S | T2 2011           | 29 mars 2013      |                   |
| 2500S         | 4 (4)           | 2,7 GHz   | 3,7 GHz   | 850 MHz (1,1 GHz)*  | 4 × 64 Kio | 4 × 256 Kio | 6 Mio | ×27   |         | D2 (SR009)       | 65 W | 2×DDR3 + DMI 20 Gbit/s + FDI + 16×PCI-express 2.0 | LGA 1155 | CM8062300835501                | 5 janvier 2011    | 29 mars 2013      |                   |
| Core i5 2000T |                 |           |           |                     |            |             |       |       |         |                  |      |                                                   |          |                                |                   |                   |                   |
| 2390T         | 2 (4)           | 2,7 GHz   | 3,5 GHz   | 650 MHz (1,1 GHz)*  | 2 × 64 Kio | 2 × 256 Kio | 3 Mio | ×27   |         | Q0 (SR065)       | 35 W | 2×DDR3 + DMI 20 Gbit/s + FDI + 16×PCI-express 2.0 | LGA 1155 | CM8062301002115                | T1 2011           | 23 août 2013      |                   |
| 2500T         | 4 (4)           | 2,3 GHz   | 3,3 GHz   | 650 MHz (1,25 GHz)* | 4 × 64 Kio | 4 × 256 Kio | 6 Mio | ×23   |         | D2 (SR00A)       | 45 W | 2×DDR3 + DMI 20 Gbit/s + FDI + 16×PCI-express 2.0 | LGA 1155 | CM8062301001910                | 5 janvier 2011    | 29 mars 2013      |                   |

| Modèle            | Cœurs (Thread) | Fréquence | Turbo Boost | Cache      | Cache       | Cache | Mult. | Tension | Révision | TDP  | bus | Socket | Référence | Commercialisation | Commercialisation | Commercialisation |
| Modèle            | Cœurs (Thread) | Fréquence | Turbo Boost | L1         | L2          | L3    | Mult. | Tension | Révision | TDP  | bus | Socket | Référence | Début             | Fin               |                   |
| ----------------- | -------------- | --------- | ----------- | ---------- | ----------- | ----- | ----- | ------- | -------- | ---- | --- | ------ | --------- | ----------------- | ----------------- | ----------------- |
| Core i5 2500M     |                |           |             |            |             |       |       |         |          |      |     |        |           |                   |                   |                   |
| 2540M             | 2 (4)          | 2,60 GHz  | 3,30 GHz    | 2 × 64 Kio | 2 × 256 Kio | 3 Mio | 26    |         |          | 35 W |     |        |           |                   |                   |                   |
| 2520M             | 2 (4)          | 2,50 GHz  | 3,20 GHz    | 2 × 64 Kio | 2 × 256 Kio | 3 Mio | 25    |         |          | 35 W |     |        |           |                   |                   |                   |
| Core i5 2400M     |                |           |             |            |             |       |       |         |          |      |     |        |           |                   |                   |                   |
| 2450M             | 2 (4)          | 2,50 GHz  | 3,10 GHz    | 2 × 64 Kio | 2 × 256 Kio | 3 Mio | 25    |         |          | 35 W |     |        |           |                   |                   |                   |
| 2410M             | 2 (4)          | 2,30 GHz  | 2,90 GHz    | 2 × 64 Kio | 2 × 256 Kio | 3 Mio | 23    |         |          | 35 W |     |        |           |                   |                   |                   |
| Core i5 2500M ULV |                |           |             |            |             |       |       |         |          |      |     |        |           |                   |                   |                   |
| 2537M             | 2 (4)          | 1,40 GHz  | 2,30 GHz    | 2 × 64 Kio | 2 × 256 Kio | 3 Mio | 14    |         |          | 17 W |     |        |           |                   |                   |                   |

### Ivy Bridge
| Modèle        | Cœurs (threads) | Fréquence | Fréquence | Fréquence          | Cache      | Cache       | Cache | Mult. | Tension | Révision (Sspec) | TDP  | bus                                     | Socket    | Référence                      | Commercialisation | Commercialisation | Commercialisation |
| Modèle        | Cœurs (threads) | Cœurs     | Turbo     | IGP                | L1         | L2          | L3    | Mult. | Tension | Révision (Sspec) | TDP  | bus                                     | Socket    | Référence                      | Début             | Fin               |                   |
| ------------- | --------------- | --------- | --------- | ------------------ | ---------- | ----------- | ----- | ----- | ------- | ---------------- | ---- | --------------------------------------- | --------- | ------------------------------ | ----------------- | ----------------- | ----------------- |
| Core i5 3000K |                 |           |           |                    |            |             |       |       |         |                  |      |                                         |           |                                |                   |                   |                   |
| 3570K         | 4 (4)           | 3,4 GHz   | 3,8 GHz   | 650 MHz (1,15 GHz) | 4 × 64 Kio | 4 × 256 Kio | 6 Mo  | ×34   |         | E1 (SR0PM)       | 77 W | 2×DDR3 + DMI + FDI + 16×PCI-express 3.0 | LGA 1155  | CM8063701211800 BX80637I53570K | 29 avril 2012     |                   |                   |
| Core i5 3000T |                 |           |           |                    |            |             |       |       |         |                  |      |                                         |           |                                |                   |                   |                   |
| 3570T         | 4 (4)           | 2,3 GHz   | 3,3 GHz   | 650 MHz (1,15 GHz) | 4 × 64 Kio | 4 × 256 Kio | 6 Mo  | ×23   |         | E1 (SR0P1)       | 45 W | 2×DDR3 + DMI + FDI + 16×PCI-express 3.0 | LGA 1155  | CM8063701094903                | 29 avril 2012     |                   |                   |
| 3470T         | 2 (4)           | 2,9 GHz   | 3,6 GHz   | 650 MHz (1,1 GHz)  | 2 × 64 Kio | 2 × 256 Kio | 3 Mio | ×29   |         | L1 (SR0RJ)       | 35 W | 2×DDR3 + DMI + FDI + 16×PCI-express 3.0 | LGA 1155  | CM8063701159502                | 3 juin 2012       |                   |                   |
| Core i5 3000S |                 |           |           |                    |            |             |       |       |         |                  |      |                                         |           |                                |                   |                   |                   |
| 3570S         | 4 (4)           | 3,1 GHz   | 3,8 GHz   | 650 MHz (1,15 GHz) | 4 × 64 Kio | 4 × 256 Kio | 6 Mo  | ×31   |         | N0 (SR0T9)       | 65 W | 2×DDR3 + DMI + FDI + 16×PCI-express 3.0 | LGA 1155  | CM8063701093901                | 29 avril 2012     |                   |                   |
| 3550S         | 4 (4)           | 3,0 GHz   | 3,7 GHz   | 650 MHz (1,15 GHz) | 4 × 64 Kio | 4 × 256 Kio | 6 Mio | ×30   |         | E1 (SR0P3)       | 65 W | 2×DDR3 + DMI + FDI + 16×PCI-express 3.0 | LGA 1155  | CM8063701095203                | 29 avril 2012     |                   |                   |
| 3475S         | 4 (4)           | 2,9 GHz   | 3,6 GHz   | 650 MHz (1,1 GHz)  | 4 × 64 Kio | 4 × 256 Kio | 6 Mio | ×29   |         | E1 (SR0PP)       | 65 W | 2×DDR3 + DMI + FDI + 16×PCI-express 3.0 | LGA 1155  | CM8063701212000                | 3 juin 2012       |                   |                   |
| 3470S         | 4 (4)           | 2,9 GHz   | 3,6 GHz   | 650 MHz (1,1 GHz)  | 4 × 64 Kio | 4 × 256 Kio | 6 Mio | ×29   |         | N0 (SR0TA)       | 65 W | 2×DDR3 + DMI + FDI + 16×PCI-express 3.0 | LGA 1155  | CM8063701094000 BX80637I53470S | 3 juin 2012       |                   |                   |
| 3450S         | 4 (4)           | 2,8 GHz   | 3,5 GHz   | 650 MHz (1,1 GHz)  | 4 × 64 Kio | 4 × 256 Kio | 6 Mio | ×28   |         | E1 (SR0P2)       | 65 W | 2×DDR3 + DMI + FDI + 16×PCI-express 3.0 | LGA 1155  | CM8063701095104 BX80637I53450S | 29 avril 2012     | 8 novembre 2013   |                   |
| Core i5 3000  |                 |           |           |                    |            |             |       |       |         |                  |      |                                         |           |                                |                   |                   |                   |
| 3330,         | 4 (4)           | 3,0 GHz   | 3,20 GHz  | 650 MHz (1,05 GHz) |            |             | 6 Mo  |       |         |                  | 77 W | 2×DDR3 + DMI + FDI + 16×PCI-express 3.0 | FCLGA1155 | BX80637I53330                  | 1er août 2012     |                   |                   |
| 3570          | 4 (4)           | 3,4 GHz   | 3,8 GHz   | 650 MHz (1,15 GHz) | 4 × 64 Kio | 4 × 256 Kio | 6 Mo  | ×34   |         | N0 (SR0T7)       | 77 W | 2×DDR3 + DMI + FDI + 16×PCI-express 3.0 | LGA 1155  | BX80637I53570                  | 29 avril 2012     |                   |                   |
| 3550          | 4 (4)           | 3,3 GHz   | 3,7 GHz   | 650 MHz (1,15 GHz) | 4 × 64 Kio | 4 × 256 Kio | 6 Mio | ×33   |         | E1 (SR0P0)       | 77 W | 2×DDR3 + DMI + FDI + 16×PCI-express 3.0 | LGA 1155  | CM8063701093203 BX80637I53550  | 29 avril 2012     |                   |                   |
| 3470          | 4 (4)           | 3,2 GHz   | 3,6 GHz   | 650 MHz (1,1 GHz)  | 4 × 64 Kio | 4 × 256 Kio | 6 Mio | ×32   |         | N0 (SR0T8)       | 77 W | 2×DDR3 + DMI + FDI + 16×PCI-express 3.0 | LGA 1155  | CM8063701093302 BX80637I53470  | 3 juin 2012       |                   |                   |
| 3450          | 4 (4)           | 3,1 GHz   | 3,5 GHz   | 650 MHz (1,1 GHz)  | 4 × 64 Kio | 4 × 256 Kio | 6 Mio | ×31   |         | E1 (SR0PF)       | 77 W | 2×DDR3 + DMI + FDI + 16×PCI-express 3.0 | LGA 1155  | CM8063701159406 BX80637I53450  | 29 avril 2012     |                   |                   |
| Core i5 3000M |                 |           |           |                    |            |             |       |       |         |                  |      |                                         |           |                                |                   |                   |                   |
| 3320M         | 2 (4)           | 2,6 GHz   | 3,3 GHz   | 650 MHz (1,2 GHz)  | 2 × 64 Kio | 2 × 256 Kio | 3 Mio | x26   |         | L1 (SR0MX)       | 35 W | 2×DDR3 + DMI + FDI + 16×PCI-express 3.0 | LGA 1155  | AW8063801031700                | 6 mars 2012       |                   |                   |

### Haswell
Cette série de processeurs de 6e génération a été mise sur le marché en juin 2013.

### Skylake
Cette série de processeurs de 7e génération a été mise sur le marché en 2015.

### Kaby Lake
Cette série de processeurs de 8e génération a été mise sur le marché en août 2016 pour les modèles Laptop et en janvier 2017 pour les modèles Desktop.

### Coffee Lake
Cette série de processeurs de 9e génération a été mise sur le marché en 2017.

### Comet Lake
Cette série de processeurs de 10e génération a été mise sur le marché en 2019.

### Rocket Lake
Cette série de processeurs de 11e génération a été mise sur le marché en 2021.

### Alder Lake
Cette série de processeurs de 12e génération a été mise sur le marché en 2021.

### Raptor Lake
Cette série de processeurs de 13e et 14e génération a été mise sur le marché en 2022.

## Chipsets supportés
Les cœurs Lynnfield intègrent une bonne partie des éléments composant le Northbridge si bien que les chipsets associés ne jouent plus que le rôle de southbridge. Ainsi outre le contrôleur mémoire, le contrôleur PCIe et les I/O (entrées/sorties) font aussi partie intégrante du processeur. Enfin le remplacement du QPI des Core i7 par un lien DMI pour la communication avec la carte mère permet de réduire le coût de ces dernières. Les chipsets pour Core i5 bénéficient en outre du support pour la technologie SLI par NVIDIA.
Les chipsets de la série H sont similaires aux modèles P, ils se distinguent uniquement par la gestion du processeur graphique intégré avec le processeur (CPU-IGP : gamme Clarkdale). L'une des originalité des modèles P/H57 portait sur l'introduction de la technologie Braidwood. Cette technologie devait permettre d'accélérer les transferts grâce à l'ajout d'une puce gravée en 34 nm et d'un connecteur pour mini SSD dont la taille aurait été de 4, 8 ou 16 Go. Cette technologie apparaissait ainsi comme la renaissance du Turbo Memory mais des problèmes d'intégration logiciel ont poussé Intel à annuler pour le moment son développement.
| Intel |                                            |           |  |     |      |  |  |
| Q57   |                                            |           |  |     | DDR3 |  |  |
| H57   |                                            |           |  |     | DDR3 |  |  |
| H55   |                                            |           |  |     | DDR3 |  |  |
| P57   | Annulé car abandon provisoire de Braidwood |           |  |     | DDR3 |  |  |
| P55   | septembre 2009                             | Ibex Peak |  | DMI | DDR3 |  |  |